# Igreja de São Nicolau dos Lorenos
San Nicola dei Lorenesi ou Igreja de São Nicolau dos Lorenos, conhecida também como San Nicola in Navona, é uma igreja de Roma, Itália, dedicada a São Nicolau e a Santo André. É uma das igrejas nacionais de Roma, dedicada à comunidade francesa (Ducado de Lorena). Dada aos franceses pelo papa Gregório XV em 1622, o edifício original foi reprojetado pelo arquiteto loreno François Desjardins (italianizado em "Francesco Giardini") em 1632.
A igreja foi completamente reformada em 2006 e entregue para a Comunidade de São João.

## Interior
Em 1731, Corrado Giaquinto foi encarregado de executar os afrescos da igreja, entre eles "As Três Virtudes Teológicas", "As Três Virtudes Cardeais" e, na cúpula, "O Paraíso".
O pintor francês Nicolas Mellin está sepultado em San Nicola.

## Galeria

Imagens da igreja
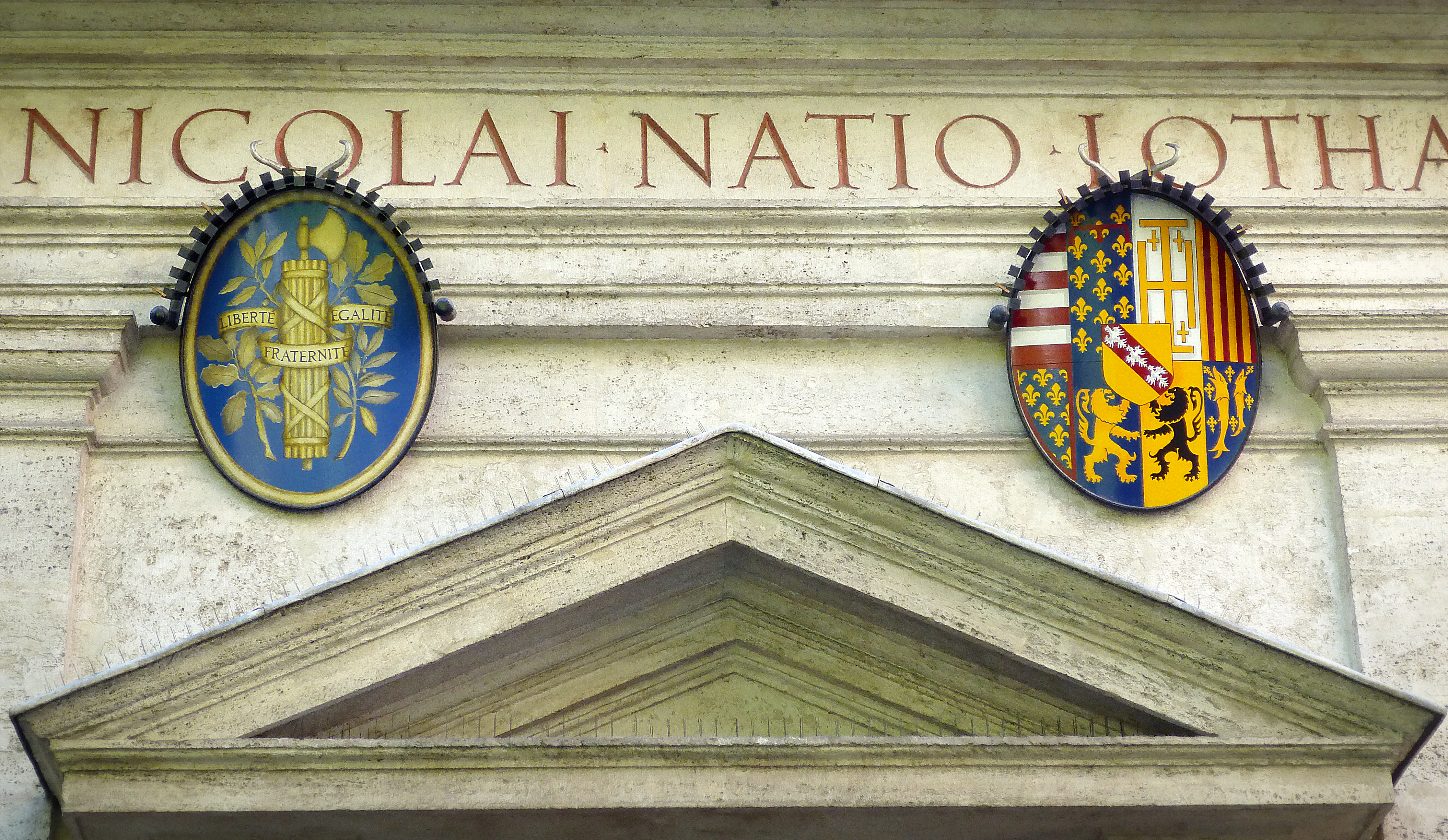
Pormenor da fachada (à esquerda, brasão da República Francesa; à direita, o da cidade lorena de Insming)
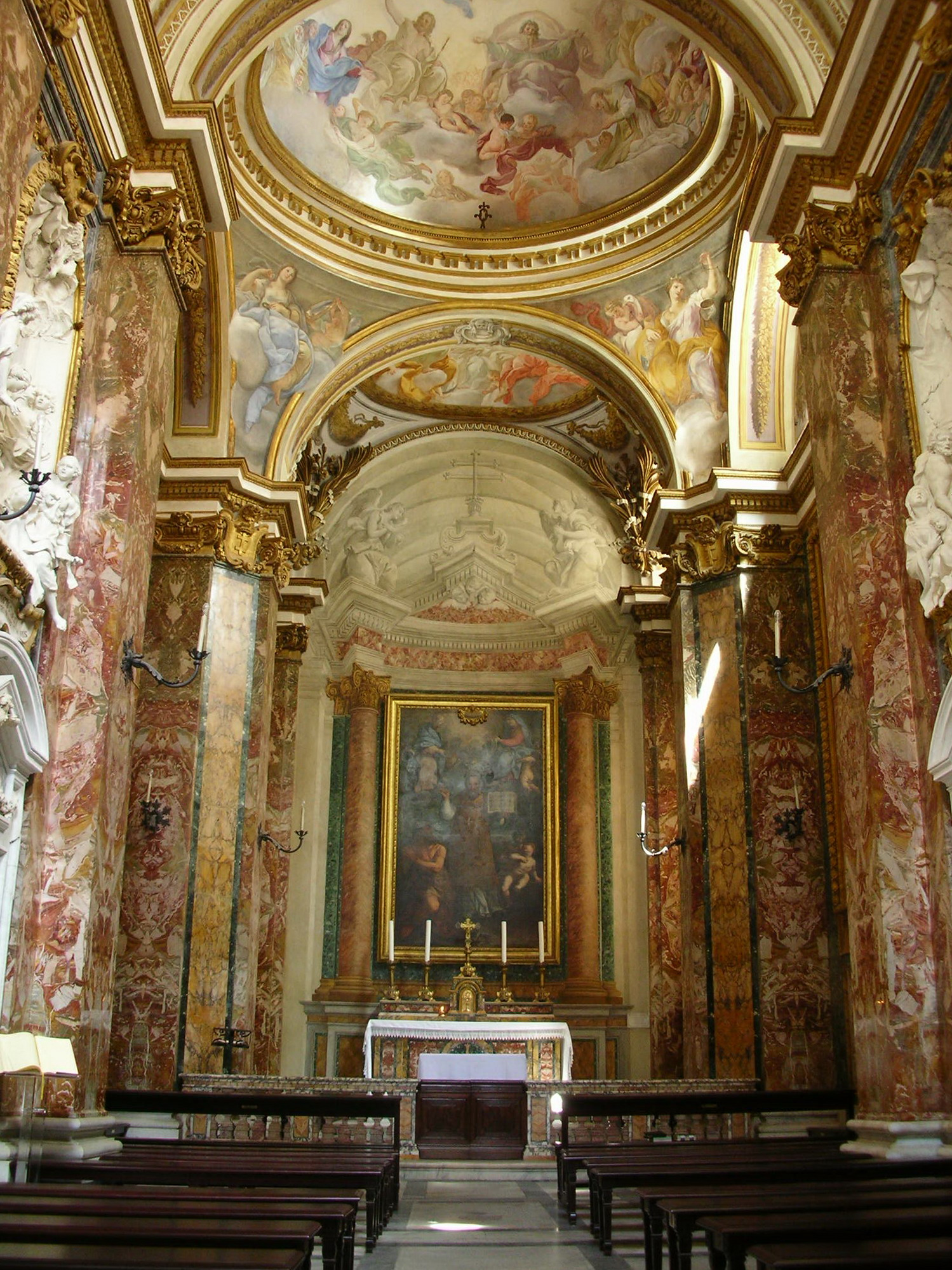
Vista do interior
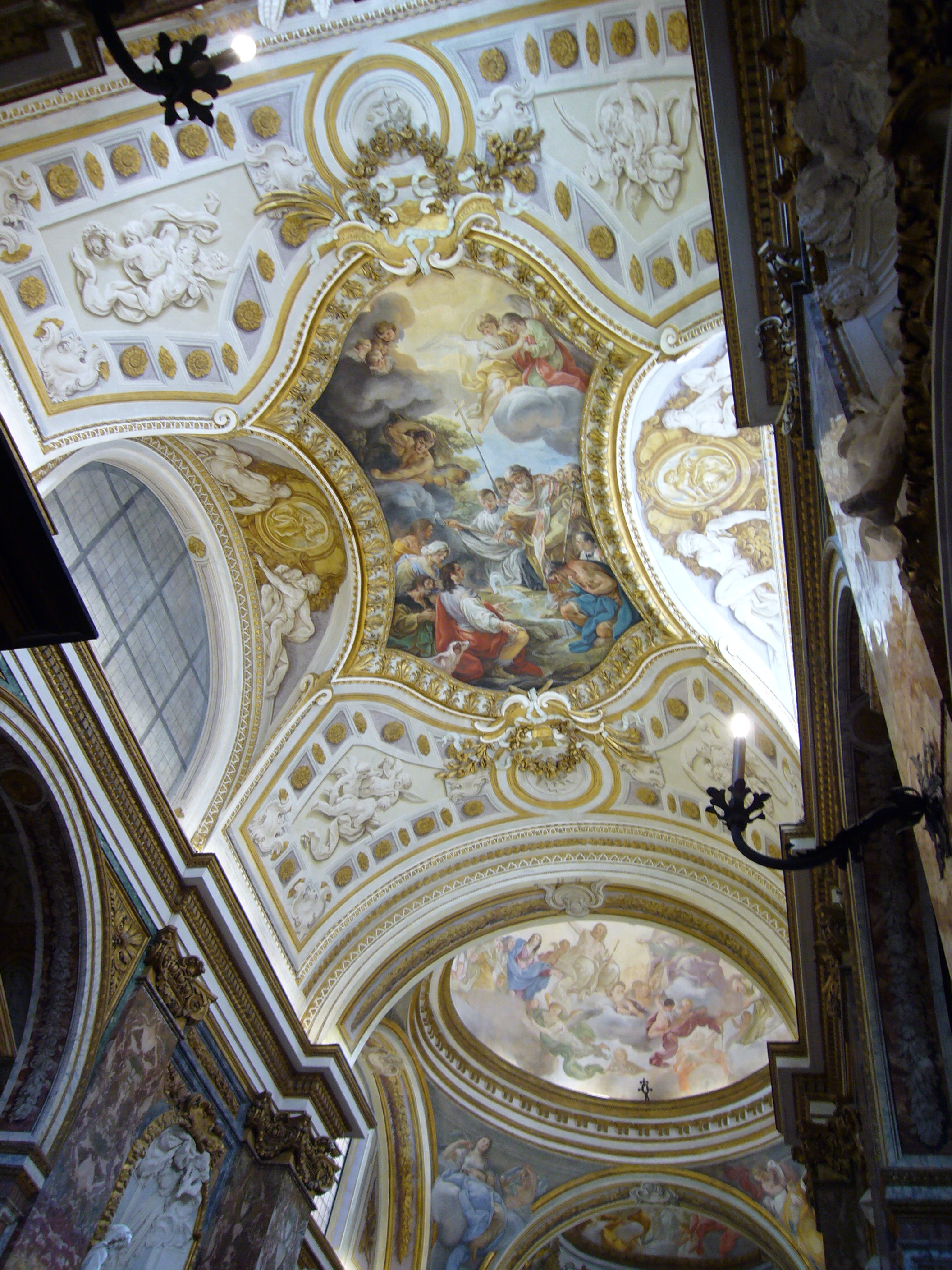
Teto decorado com afrescos